# Sebastião Salgado
Sebastião Salgado (portuguès: Sebastião Ribeiro Salgado Júnior)  (Aimorés, 8 de febrer de 1944 - Neuilly-sur-Seine, 23 de maig de 2025) fou un fotoperiodista brasiler, membre de l'agència Magnum i guanyador de diversos premis World Press Photo (1984, 1988 i 1991), del Hasselblad (1989) i del Príncep d'Astúries de les Arts (1998). El 2001 fou nomenat representant especial d'UNICEF i va ser membre d'honor de l'Acadèmia de les Arts i les Ciències dels Estats Units. L'any 2019 va ingressar com a membre de l'Acadèmia de les Belles Arts de França.

## Biografia
Després d'estudiar Economia a la Universitat de São Paulo el 1967 i a la Universitat Vanderbilt dels Estats Units d'Amèrica el 1968, va realitzar una tesi doctoral sobre economia agrícola a La Sorbona de París el 1971.
Va treballar a l'ONG International Coffee Organization, amb la qual hagué de viatjar diverses vegades a l'Àfrica en missió del Banc Mundial, però el 1973 abandona la seva professió per dedicar-se a la fotografia, que va aprendre de manera autodidacta. A partir d'aquell moment començà una llarga carrera de fotògraf, que li va permtre treballar per a les millors agències fotogràfiques: Sygma (1974-1975), Gamma (1975-1979) i Magnum (1979-1994). El 1994 va crear la seva pròpia agència fotogràfica, Amazonas Images, amb seu a París, i amb la qual va denunciar l'explotació laboral i va fer visible els qui treballen i viuen a l'ombra de societat.

## Tècnica i temàtica
Salgado va ser un fotògraf compromès amb les qüestions socials, dins de la tradició fotogràfica sociodocumental: en la seva obra destaca la documentació del treball de persones en països menys desenvolupats o en situació de pobresa. En la introducció del seu llibre Exodos afirma: «Més que mai, sento que solament hi ha una raça humana. Més enllà de les diferències de color, de llenguatge, de cultura i possibilitats, els sentiments i reaccions de cada individu són idèntics».
L'any 1991 la revista The New Yorker va publicar una dura crítica en la qual comentava la contradicció que hi havia entre els arguments de les seves fotografies i el fet que aquestes apareguessin en paper cuixé o que s'exhibissin en galeries i en museus. A principis de l'any 2000, periodistes de The New York Times i l'escriptora Susan Sontag van criticar les fotografies de Salgado: el fotògraf va ser acusat d'utilitzar de manera cínica i comercial la misèria humana i d'exposar de manera bella les situacions dramàtiques, corrent el risc de fer perdre la seva autenticitat.
Treballà en projectes propis de llarga durada, alguns dels quals van ser publicats en llibres. Unes de les seves fotografies més conegudes són les realitzades en les mines d'or de Serra Pelada, al Brasil. Solia fotografiar en blanc i negre utilitzant una càmera Leica.
Les seves imatges es caracteritzen per tenir un alt contrast, que aconsegueix utilitzant sempre les mateixes pel·lícules (Tri-X 400 i T-Max 3200, ambdues de Kodak), ja que tan sols utilitzava càmeres de 35 mm. Les seves imatges, però, estan força treballades al laboratori fotogràfic, on utilitzava una tècnica de «composició química» (anomenada bleaching) similar a la de Lewis Hine i Eugene Smith, on les imatges de vegades són sobreimpreses i blanquejades per a cridar l'atenció de l'espectador sobre àrees específiques (per exemple, reforçant la part blanca dels ulls). Sovint utilitzava contrallums per a emfatitzar les siluetes d'allò que retratava.

## Llibres publicats
| - Trabalhadores (1996) - Terra (1997) - Serra Pelada (1999) - Outras Américas (1999) - Retratos de Crianças do Êxodo (2000) - Exodos (2000) - O Fim do Pólio (2003) - Um Incerto Estado de Graça (2004) - O Berço da Desigualdade (2005) - África (2007) - Gênesis (2013) | Exposicions fotogràfiques de Sebastião SalgadoMaceió, 2020Madrid, 2023 |